# فاحل
فاحل (به عربی: فاحل) یک منطقهٔ مسکونی در سوریه است که در حمص واقع شده‌است.

## خصوصیات
فاحل ۵٬۷۷۵ نفر جمعیت دارد و ۷۰۱ متر بالاتر از سطح دریا واقع شده‌است.